# Nesebar
Nesebar (en búlgaro: Несебър, Nesebǎr), conocida antiguamente como Mesembria (griego: Μεσημβρια, Mesimvria), es una ciudad búlgara de singular belleza situada en la costa búlgara del mar Negro, en la provincia de Burgas, y que tiene en la actualidad algo más de 12.300 habitantes.
En la época contemporánea, se ha convertido en un lugar de especial interés para visitantes del mundo entero por el importante patrimonio histórico-artístico que atesora su casco antiguo y por su proximidad al centro turístico de Slanchev briag (Costa del Sol).
La historia de la ciudad es larga y rica, consecuencia de un emplazamiento estratégico entre tres imperios históricos —el bizantino, el búlgaro y el otomano—, si bien sus orígenes se remontan al siglo VI a. C., en que fue fundada con el nombre de Mesembria como colonia griega sobre un anterior asentamiento tracio llamado Menebria que data del segundo milenio a. C. 
Está erigida sobre una pequeña península (previamente una isla que fue unida artificialmente al continente por un istmo de 400 metros de longitud) y constituye una de las ciudades con mayor número de iglesias per cápita del mundo. 
Llegaron a existir 42, de las que más de la mitad han sido descubiertas y conservadas por arqueólogos, aunque en la actualidad tan solo en una de ellas se practican oficios religiosos (de confesión cristiana ortodoxa).
Sus iglesias representan algunos de los mejores ejemplos de arte tanto búlgaro como bizantino.
En 1983, la Unesco incluyó Nesebar en su lista de ciudades Patrimonio de la Humanidad.

## Historia
El asentamiento tracio original llamado Menebria y datado del segundo milenio a. C. se convirtió en una colonia griega fundada por los dorios de Megara, que denominaron Mesambria, y pronto llegó a ser un importante centro comercial que recibía mercancías de los mares Egeo y Mediterráneo y que acuñó su propia moneda desde el siglo V a. C., lo que supuso hacerle competencia a otra ciudad griega en esta zona de la costa del mar Negro: la colonia jonia Apolonia (actual Sozopol).
Del periodo helenístico se conservan en la actualidad la acrópolis, un templo de culto a Apolo, un ágora y un muro en el norte de la península que fue parte de una fortificación. 
La ciudad cayó bajo el Imperio romano en el 71 a. C., constituyó uno de los bastiones más importantes del Imperio bizantino a partir del siglo V y fue disputada entre bizantinos y búlgaros, que consiguieron conquistarla en el 812 liderados por el kan Krum, la cedieron de nuevo a Bizancio en el 864 y la reconquistaron con el zar Simeón I el Grande.
Durante el segundo Imperio búlgaro, también fue objeto de rivalidad entre búlgaros y bizantinos, y vivió una época de especial prosperidad bajo el reinado del zar Ivan Alexander (1331-1371), tras la que fue conquistada por los cruzados y volvió a pertenecer a Bizancio. Existen testimonios de la versión eslava del nombre, Nesebar o Mesebar, desde el siglo XI.
La conquista de la ciudad por los turcos en 1453 marcó el comienzo de su declive, pero su herencia arquitectónica se mantuvo y enriqueció en el siglo XIX con la construcción de casas de madera según el típico estilo rumeliano oriental de la costa búlgara del mar Negro en aquella época.
Tras la liberación de Bulgaria del Imperio otomano en 1878, Nesebar formó parte de la provincia otomana autónoma de Rumelia Oriental hasta que esta se unió a Bulgaria en 1885.
A finales del siglo XIX, Nesebar era una pequeña ciudad de pescadores y vinicultores griegos, pero se desarrolló como centro costero búlgaro desde el comienzo del siglo XX. Tras la marcha de los griegos en 1925, se construyó una ciudad nueva y la antigua fue restaurada.

## Monumentos
- La Iglesia del Cristo Pantocrátor es una iglesia construida entre los siglos XIII y XIV, y es una de las iglesias de la Edad Media mejor conservadas. Está construida en estilo bizantino, en forma de cruz latina y con una técnica de construcción conocida como opus mixtum. La característica más destacada de la iglesia es la rica decoración y colorido de sus parte exteriores.

- La Iglesia de Santa Sofia fue construida entre finales del siglo V y principios del VI, aunque el aspecto actual data del siglo IX, cuando fue reconstruida. Está ubicada en lo que se supone que era el núcleo antiguo de la ciudad, tiene 25,5 metros de longitud y una anchura de 13m. La división en tres naves fue efectuada por dos filas de cinco columnas cada una. El suelo estaba cubierto por mosaicos hecho con pequeñas piedras de colores.

- La Basílica de la Santa Madre de Dios Eleusa fue construida en el siglo VI y formó parte de un complejo monástico. Se presume que fue destruida por un terremoto. Consta de tres naves, tres ábides y un nártex, con dos ábsides más pequeños en los lados norte y sur. Mide 28 metros de largo y 18m de ancho.

- La Iglesia de San Juan Bautista es una iglesia cruciforme con cúpula, construida de piedra desnuda. Es una de las iglesias mejor conservadas de la ciudad. Tiene 12 metros de largo y 10 de ancho y la estructura de la iglesia consta de dos bóvedas cilíndricas que se cortan en el centro de la composición. Aún se conservan algunos de los frescos, aunque datan de época posteriores.

- La Iglesia de San Paraskevi parcialmente conservada fue probablemente construida entre los siglos XIII y XIV. Cuenta con una sola nave y un ábside pentagonal, así como una rica decoración exterior. La cúpula y el campanario no se han conservado hasta la actualidad.

- La Iglesia de los Santos Arcángeles Miguel y Gabriel fue construida entre los siglos XIII y XIV en una sola nave, con tres ábsides y en el pasado estuvo coronada por una cúpula y una campanario. Tiene una rica decoración exterior característico de la ciudad.

## Galería

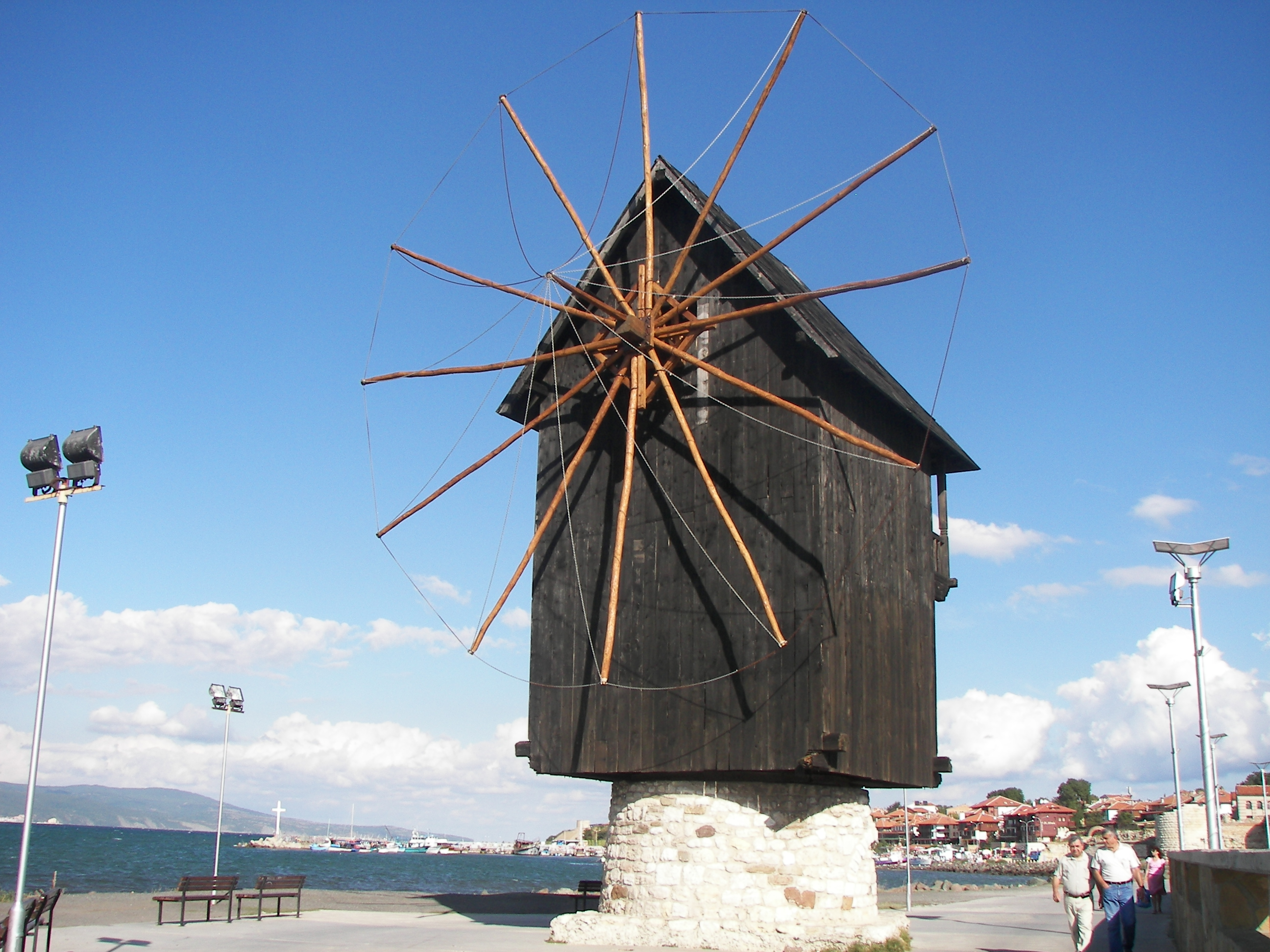
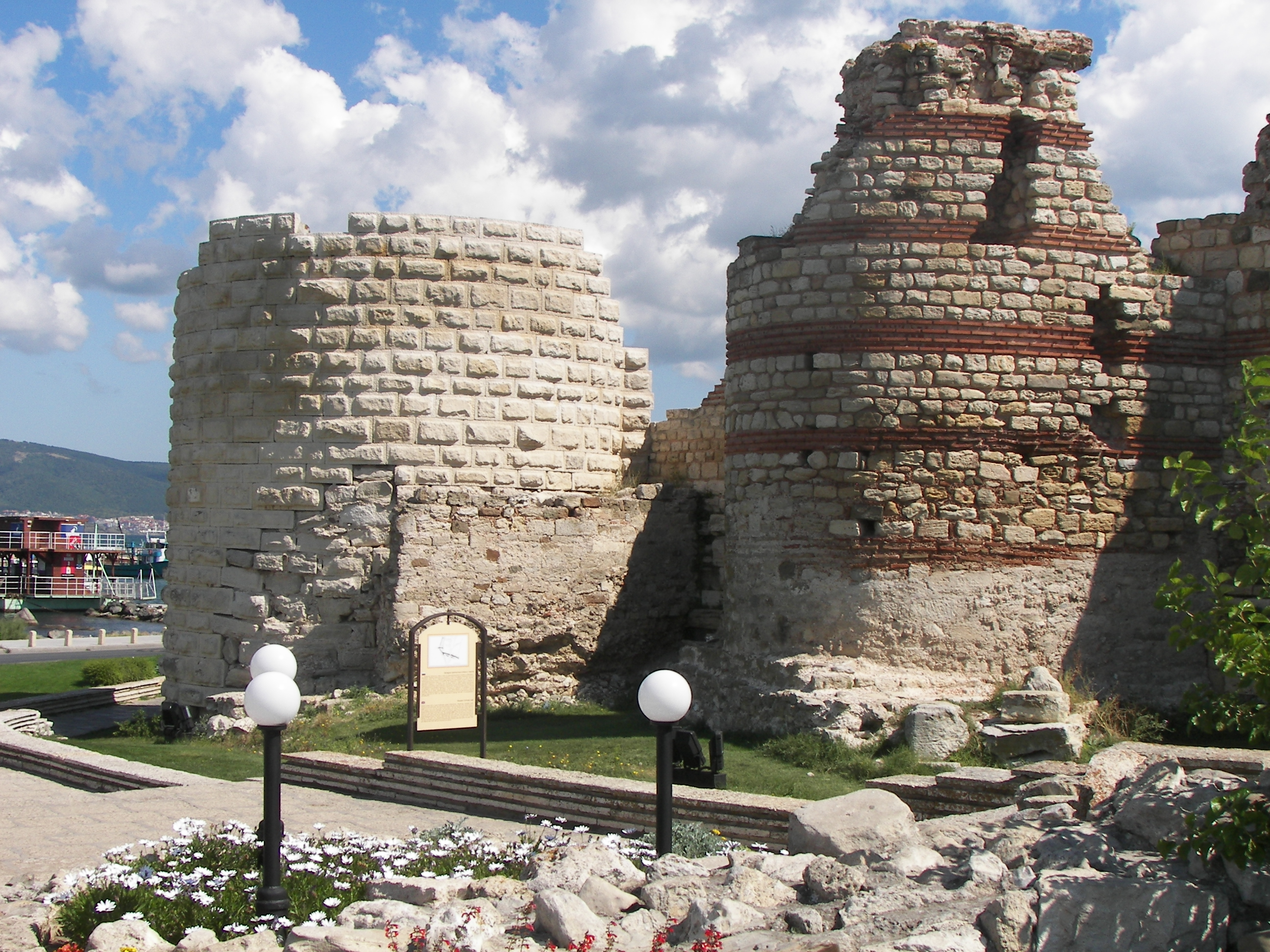
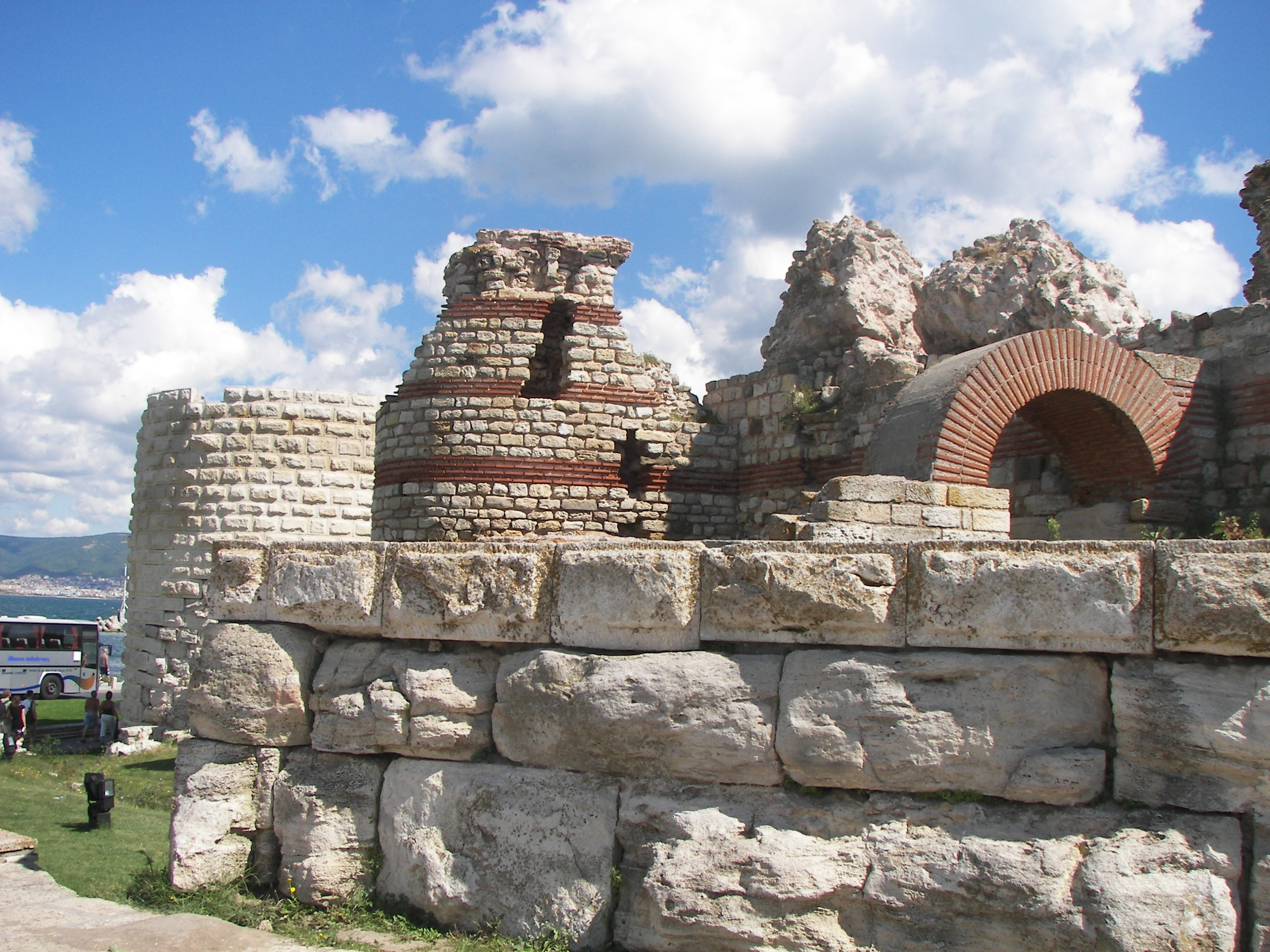
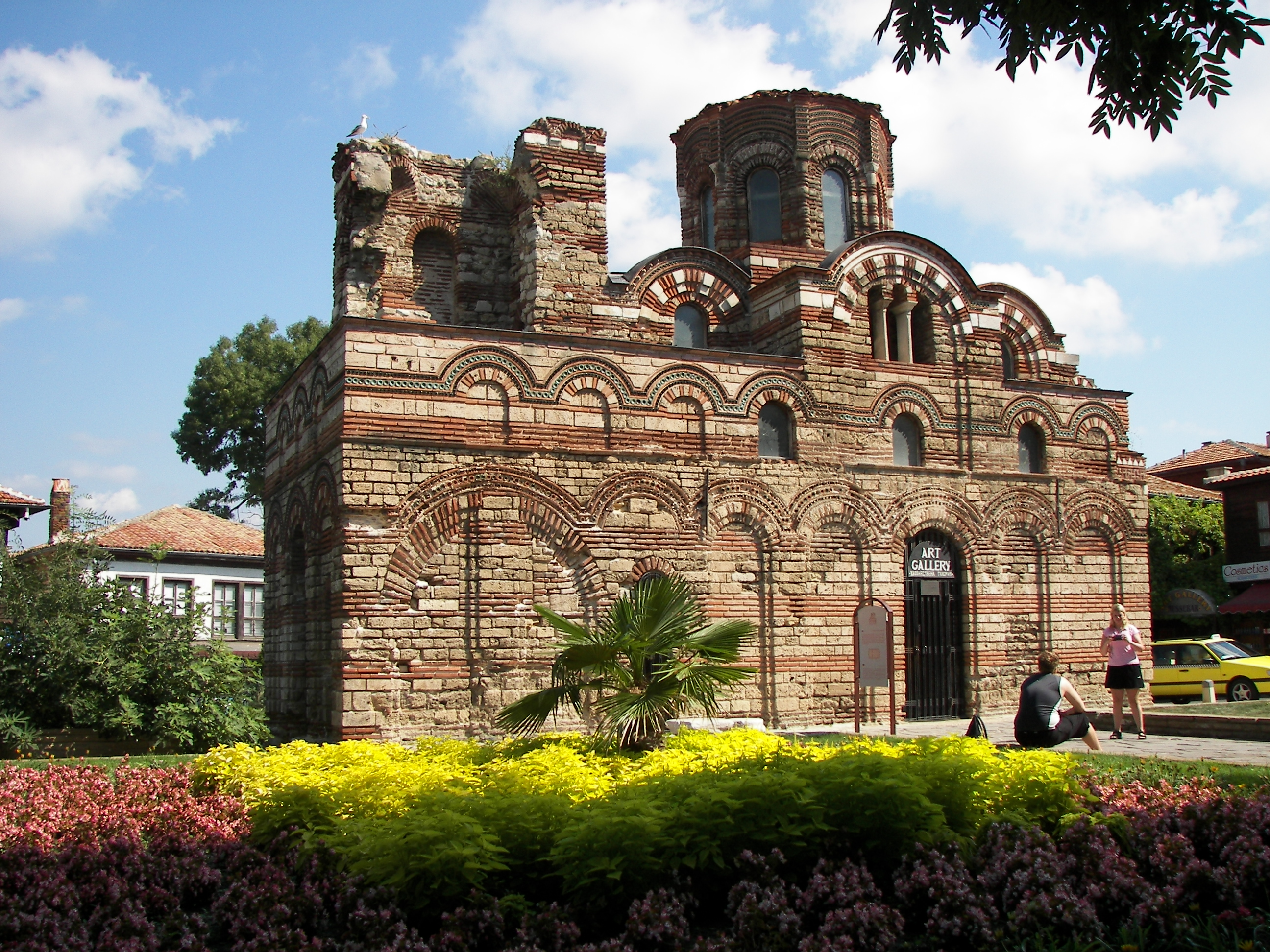
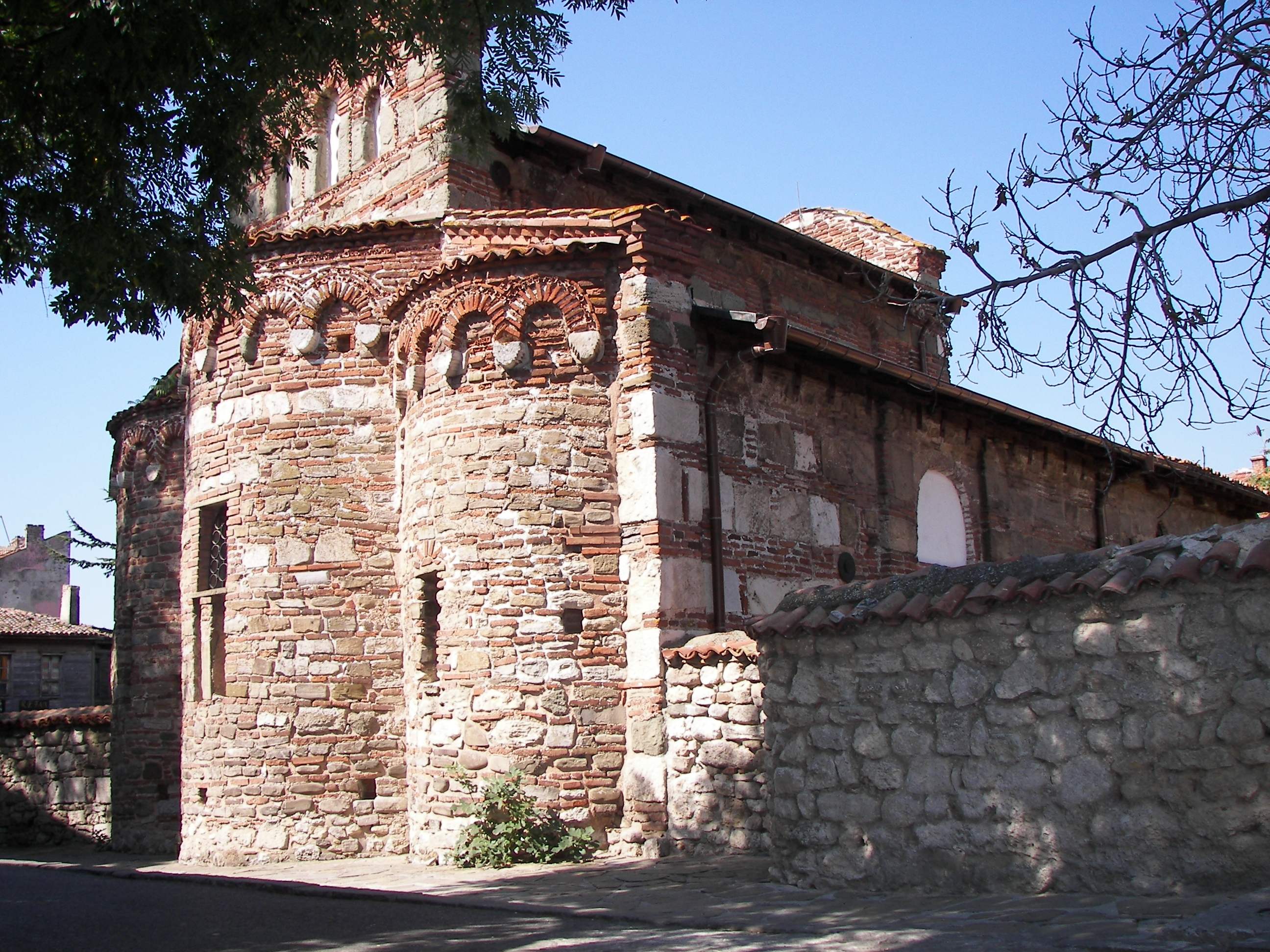
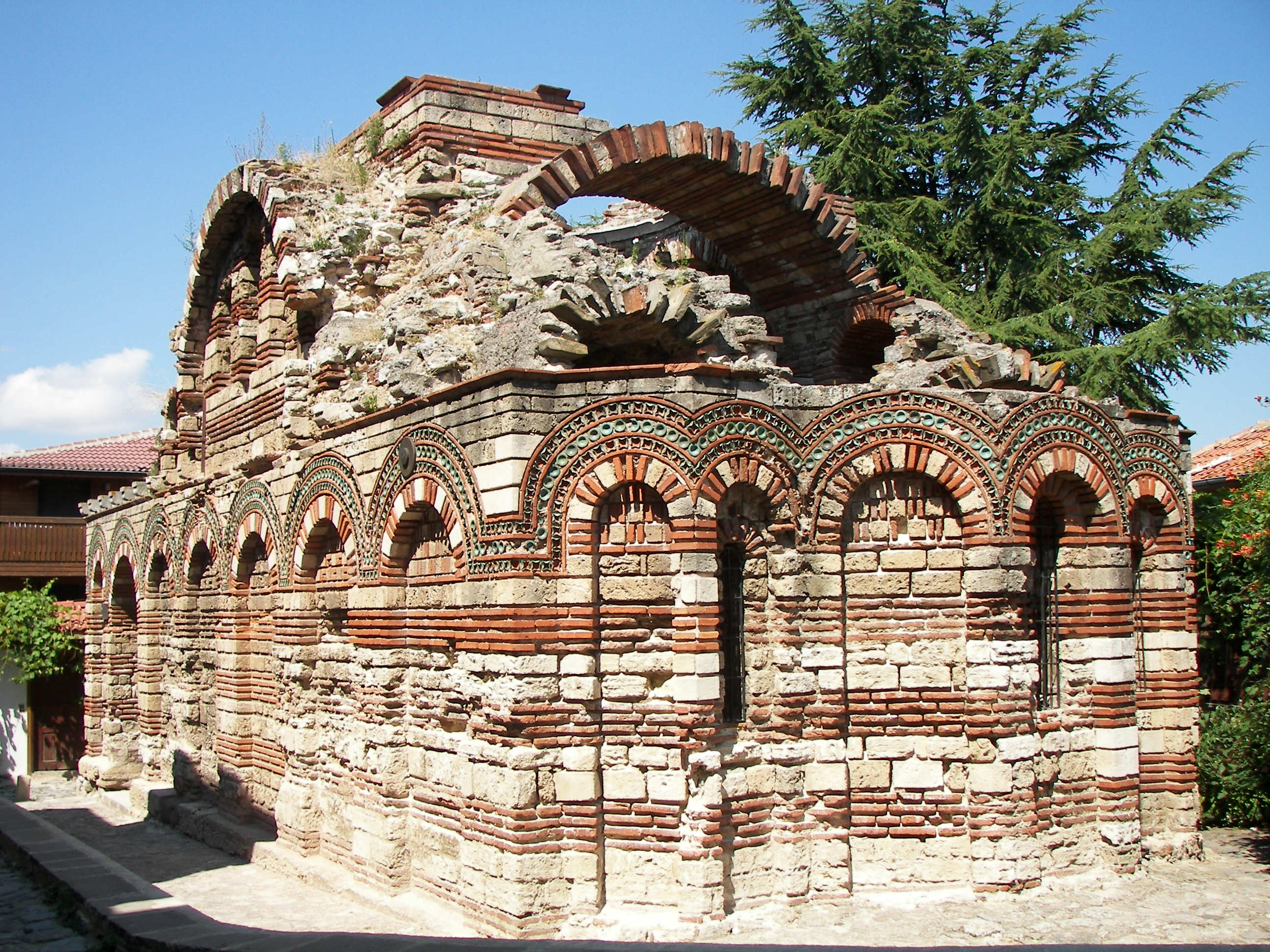
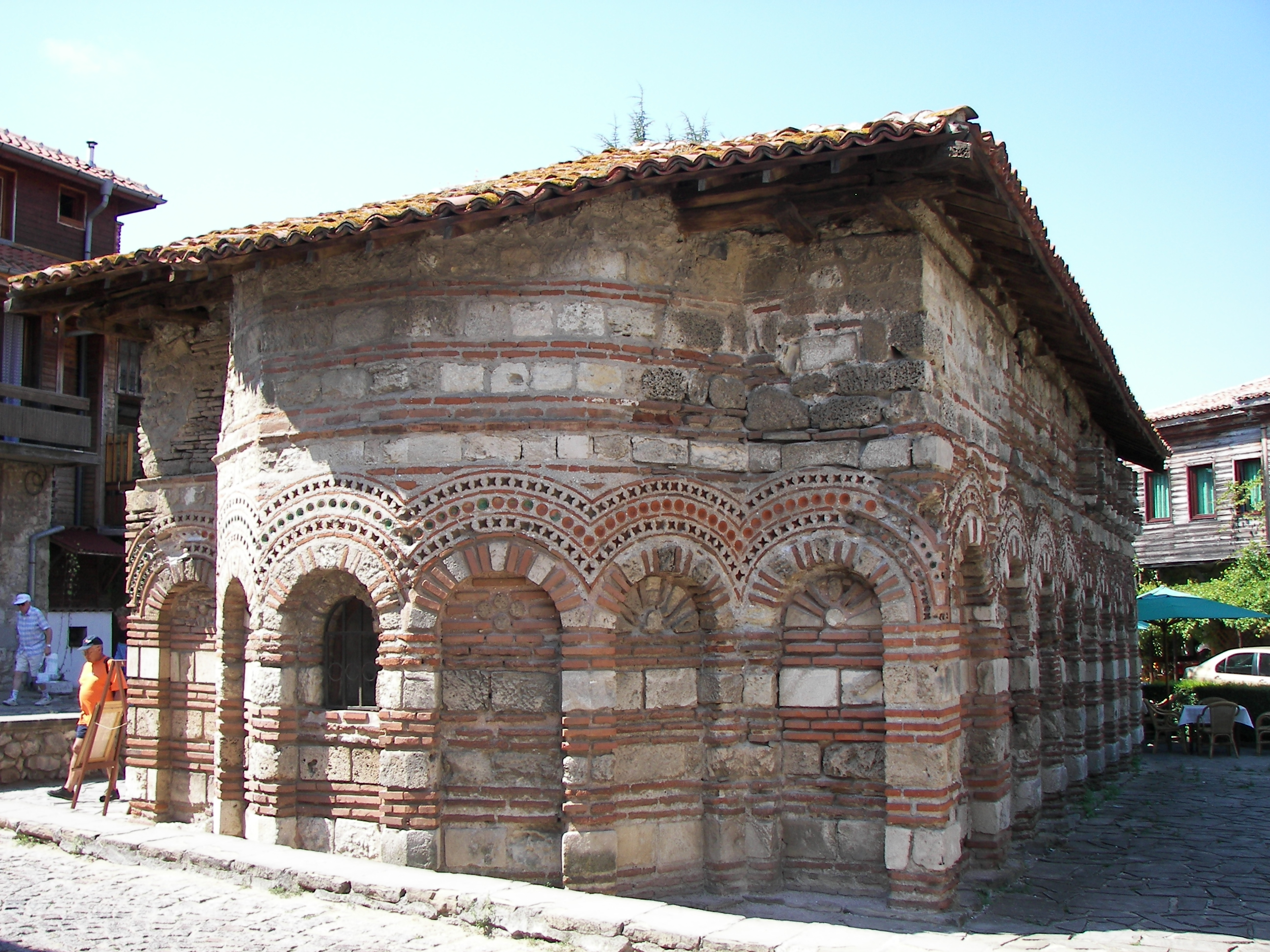
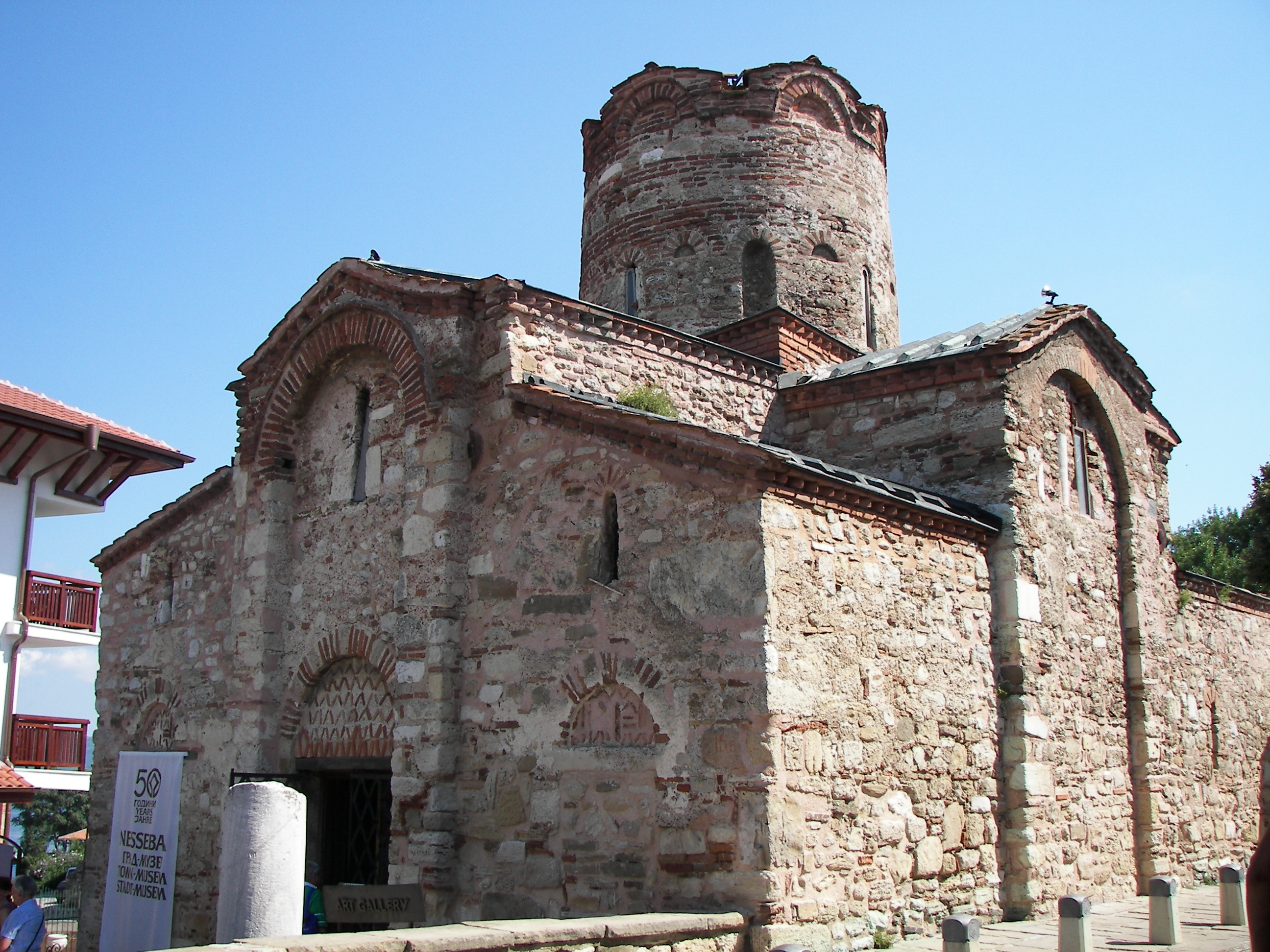
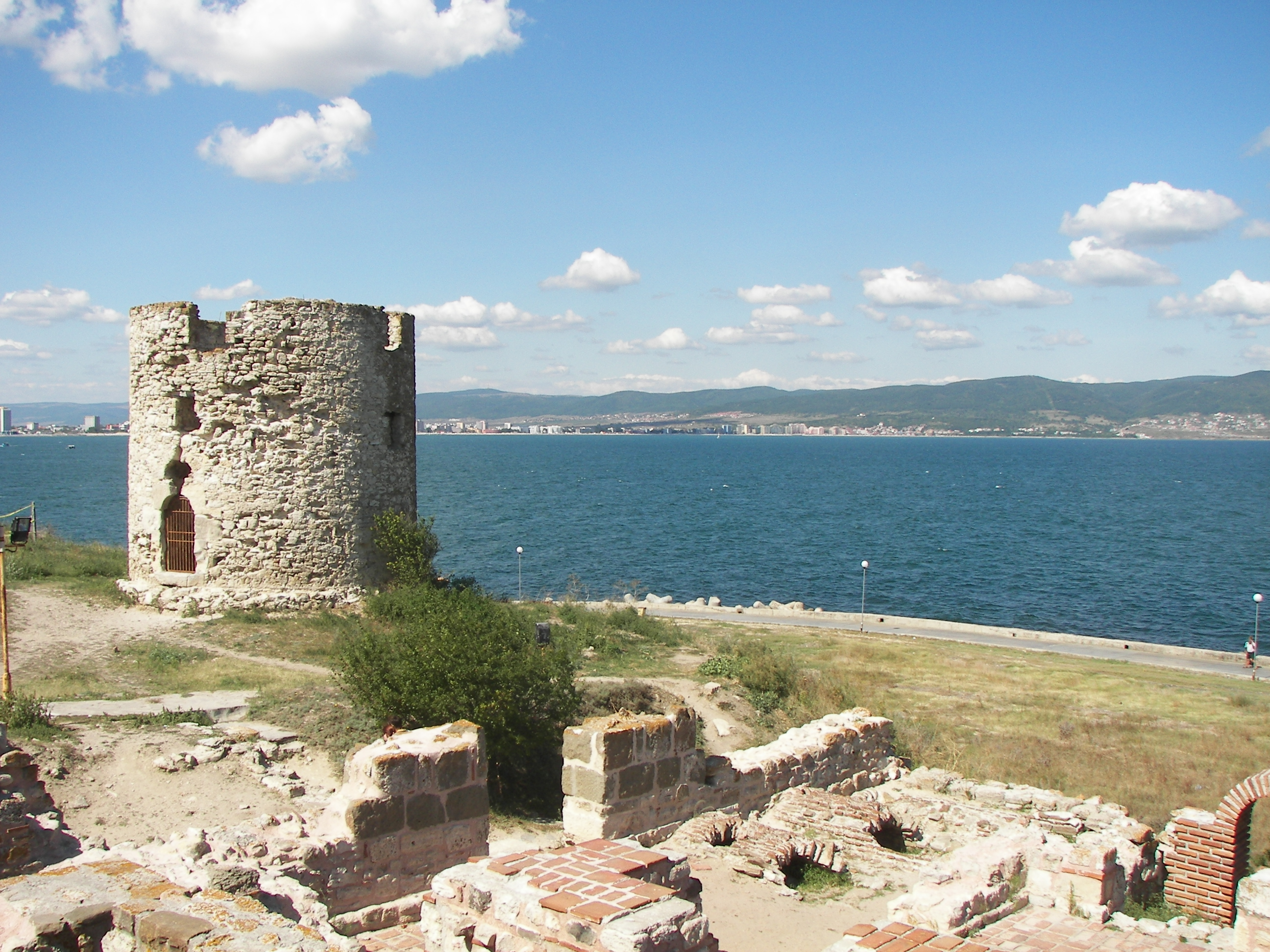
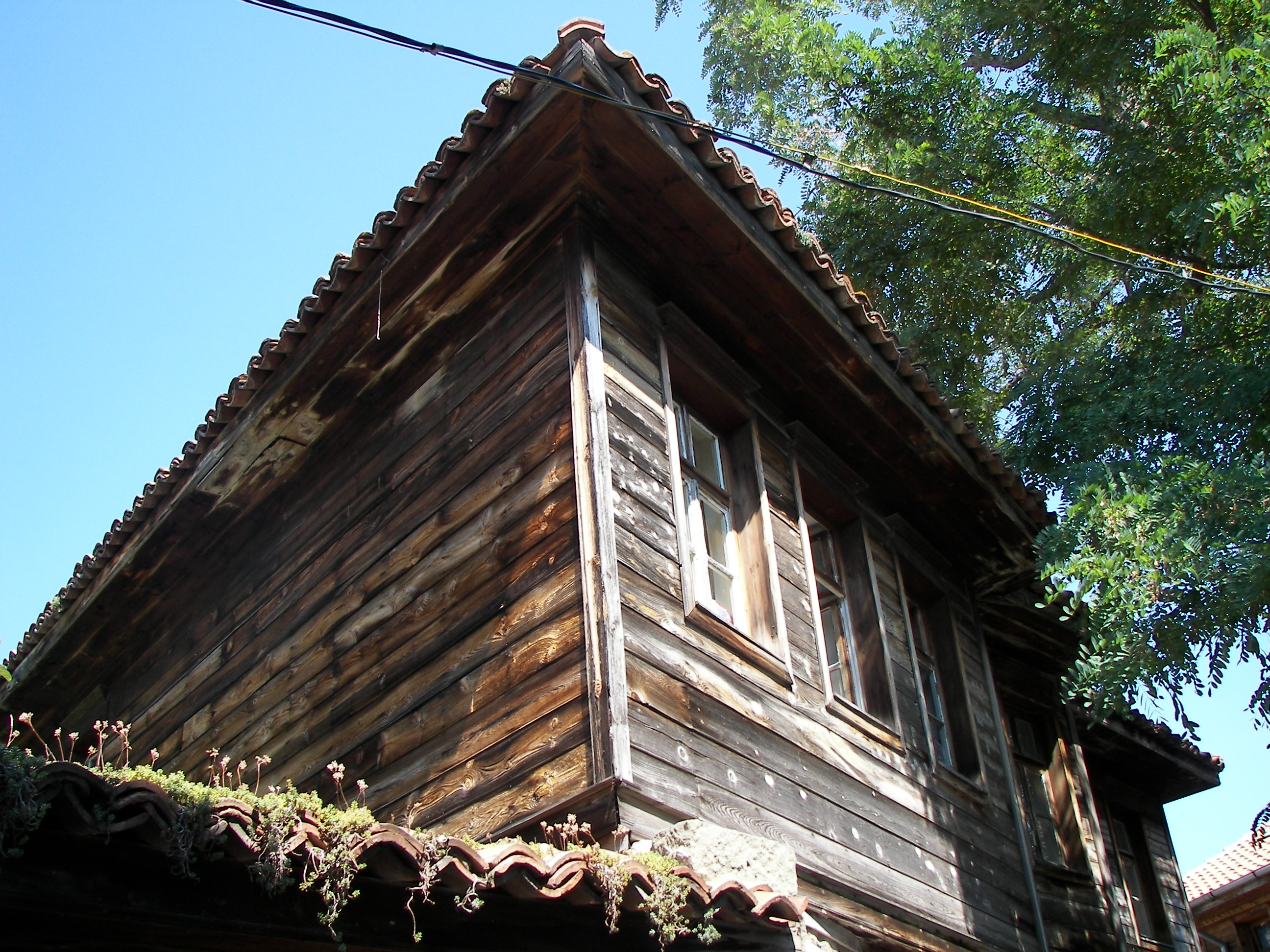
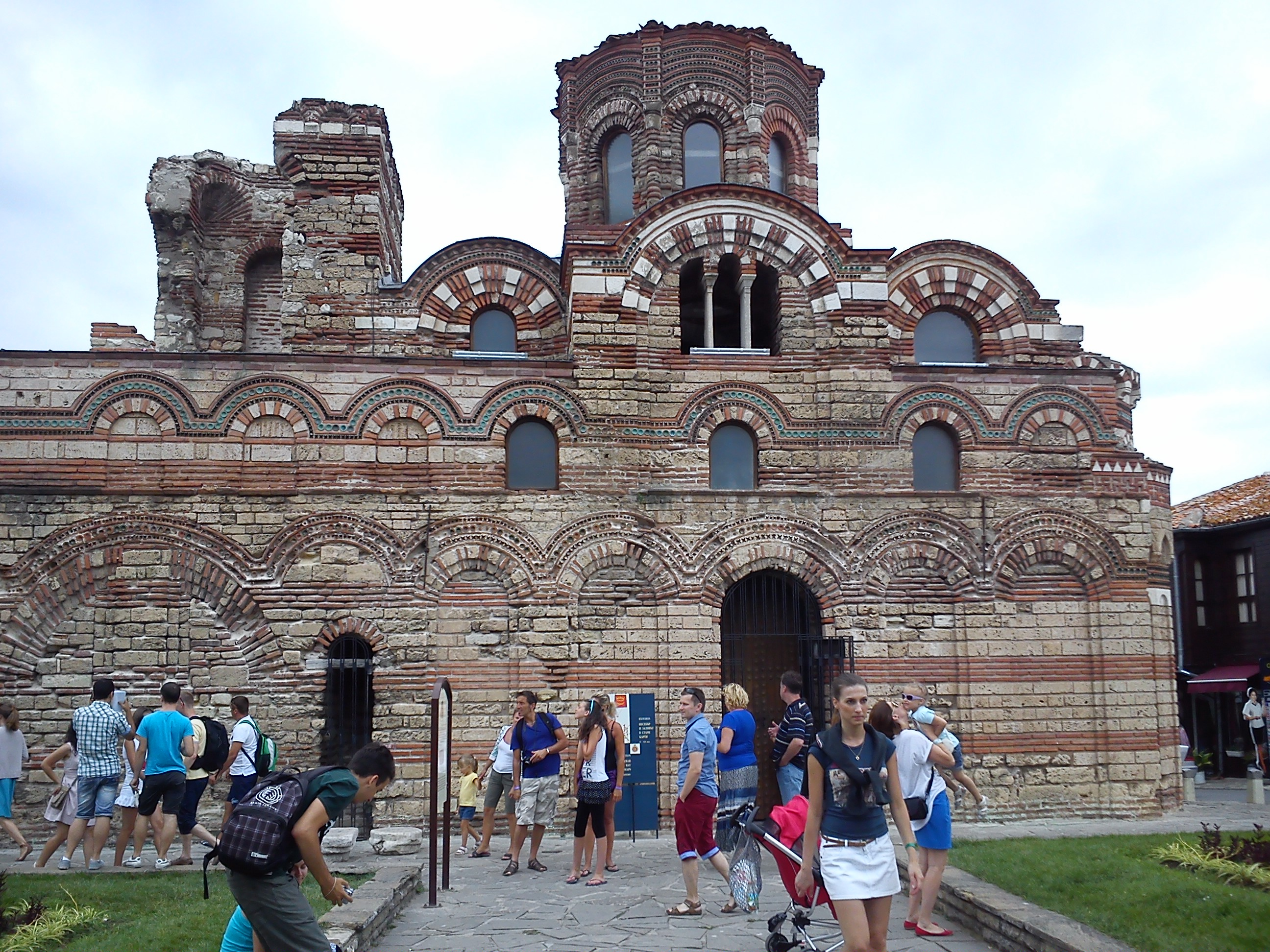